# Ленинское сельское поселение (Волгоградская область)
Ле́нинское се́льское поселе́ние — муниципальное образование в составе Николаевского района Волгоградской области.
Административный центр — село Ленинское.

## История
Ленинское сельское поселение образовано 14 февраля 2005 года в соответствии с Законом Волгоградской области № 1005-ОД.
Законом Волгоградской области от 7 мая 2013 года № 43-ОД, Комсомольское сельское поселение и Ленинское сельское поселение объединены во вновь образованное муниципальное образование — Ленинское сельское поселение.

## Население
| 2010  | 2012  | 2013  | 2014  | 2015  | 2016  | 2017  |
| ----- | ----- | ----- | ----- | ----- | ----- | ----- |
| 1603  | ↘1590 | ↘1567 | ↗2432 | ↘2414 | ↘2394 | ↘2378 |
| 2018  | 2019  | 2020  | 2021  |       |       |       |
| ↘2354 | ↘2339 | ↘2270 | ↘2239 |       |       |       |

## Состав сельского поселения
| № | Населённый пункт | Тип населённого пункта       | Население |
| - | ---------------- | ---------------------------- | --------- |
| 1 | Искра            | село                         | 189       |
| 2 | Комсомолец       | село                         | ↘897      |
| 3 | Ленинское        | село, административный центр | 1414      |

## Местное самоуправление
Главы сельского поселения
- Михаил Михайлович Зайченко
- с 2023 года — Григорий Николаевич Николенко[14]